# شركة مياه الشرب بالقاهرة الكبرى
شركة مياه الشرب بالقاهرة الكبرى واحده من الشركـات التابعة للشركة القابضة لمياه الشــرب والصرف الصحــي واللي صدر بإنشائها قرار رئيس الجمهورية رقم 135 سنة 2004 .

## تاريخ الشركة
- في سنة 1865 أنشئت الشركة المساهمة لمياه القاهـرة.
- في سنة 1965 صدر قرار رئيس الجمهورية بإنشاء شركة مياه القاهرة الكبرى.
- في سنة 1968 صدر قرار رئيس الجمهورية بإنشاء الهيئة العامة لمرفق مياه القاهرة الكبرى.
- في سنة 1971 صدر قرار رئيس الجمهورية بتبعية الهيئة لمحافظة القاهرة.
- في سنة 1991 تم ضم مياه مصر الجديـدة من شركة مصر الجديدة للإسكان والتعمير للهيئة.
- في سنة 2004 صدر قرار رئيس الجمهورية رقم 135 بإنشاء الشركة القابضة لمياه الشرب والصرف الصحي وتبعية شركة مياه القاهرة الكبرى لها.

## إنجازات الشركة
- حصلت الشركة على شهادتي الجودة الايزو 9001 لسنة 2000 في:
  - جودة تصميم مشروعات المياه والإشراف على تنفيذه.
  - جودة تحليل الميـه. .[1][2][3]